# 幡野正秋
幡野 正秋（はたの まさあき）は、神奈川県出身の元社会人野球選手。ポジションは内野手（遊撃手、二塁手）。

## 経歴
武相高校では、1963年春季関東大会準決勝に進むが、宇都宮工に敗退。同年夏の甲子園神奈川県予選では準々決勝に進出するが、法政二高に敗れる。
神奈川大学に進学。神奈川五大学野球リーグでは在学中4回優勝。1966年の大学野球選手権は準決勝に進むが、日大に延長11回敗退。リーグ戦でベストナイン二塁手にも選出されている。
卒業後は三協精機に入社する。1968年ドラフト会議で阪神タイガースから7位で指名されるが入団を拒否し、会社に残留した。
都市対抗野球大会の常連として活躍。1974年の社会人野球日本選手権では、大塚喜代美の好投もあって、決勝で日本鋼管福山に完封勝利、優勝を飾る。同大会の優秀選手賞を獲得し、社会人ベストナイン（遊撃手）にも選出された。1978年の第49回都市対抗野球大会では三塁手として出場し10年連続選手に表彰された。

## 表彰
- 社会人ベストナイン（1974年）